# Apremont (Vendée)
Apremont ist ein Ort und eine westfranzösische Gemeinde (commune) mit 2028 Einwohnern (Stand 1. Januar 2022) im Département Vendée in der Region Pays de la Loire. Sie gehört zum Kanton Challans im Arrondissement La Roche-sur-Yon.

## Lage und Klima
Der nur ca. 12 km (Luftlinie) vom Atlantik entfernte Ort Apremont liegt in einer Höhe von ca. 25 m am Fluss Vie etwa 70 km (Fahrtstrecke) südlich von Nantes bzw. 31 km in nordwestlicher Richtung von La Roche-sur-Yon entfernt. Der nächstgrößere Ort ist die etwa 17 km nordwestlich gelegene Kleinstadt Challans. Das in hohem Maße vom Atlantik beeinflusste Klima ist gemäßigt; Regen (ca. 750 mm/Jahr) fällt überwiegend im Winterhalbjahr.

## Bevölkerungsentwicklung
| Jahr      | 1800 | 1851 | 1901 | 1954 | 1999 | 2019 |
| Einwohner | 1538 | 1305 | 1596 | 1255 | 1119 | 1854 |

Die Mechanisierung der Landwirtschaft führte im 20. Jahrhundert zu einem spürbaren Bevölkerungsrückgang. Das Bevölkerungswachstum zu Beginn des 21. Jahrhunderts ist ganz wesentlich auf die Entwicklung des Tourismus und die damit zusammenhängende Entstehung von Arbeitsplätzen zurückzuführen.

## Wirtschaft
Apremont diente lange Zeit den landwirtschaftlich geprägten Dörfern und Einzelgehöften in der Umgebung als Handwerks- und Handelszentrum. Seit den 1970er und 1980er Jahren hat der Tourismus (Camping) größere wirtschaftliche Bedeutung erlangt.

## Geschichte
Die Geschichte des Ortes reicht bis in die gallorömische Zeit zurück, da hier eine Furt über den Fluss Vie existierte. Im 15. Jahrhundert gehörte Apremont zur Vizegrafschaft Thouars, die wiederum dem Haus Amboise und dann der Familie Chabot zufiel. Im Jahr 1468 wurde der Vorgängerbau des Schlosses von bretonischen Truppen und/oder Freischärlern belagert, deren Ziel es war, Gefangene aus den Händen Renaud Chabots (ca. 1410–1476), einem treuen Vasallen König Ludwigs XI. freizupressen.
Philippe Chabot, der Enkel Renauds, Admiral von Frankreich und enger Freund und Vertrauter Franz’ I., erbte Apremont und ließ in den Jahren 1534–1541 ein Schloss errichten, dass er jedoch kaum bewohnte. Im 16. Jahrhundert kam Apremont an das Haus Amboise.

## Sehenswürdigkeiten
- Das Schloss Apremont gehört zu den ersten Renaissancebauten in der Vendée. Seine Rundtürme mit ihren mehrere Meter dicken Mauern zeigen jedoch ebenso deutliche Anklänge an die mittelalterliche Wehrarchitektur. Ein Ankerfries umlief die Außenwände des Schlosses – eine Erinnerung an den Admiralstitel des Erbauers, der jedoch selber nie zur See fuhr. Der letzte Eigentümer entschied 1733, das Schloss wegen diverser Bauschäden abreißen zu lassen. Die Steine wurden an Bauunternehmer in der Umgebung verkauft – einige davon wurden beim Bau der ehemaligen Pirmil-Brücke von Nantes wiederverwendet. Die wenigen unzerstört gebliebenen Teile des Schlosses sind die beiden Rundtürme, eine Kapelle und eine gewundene Rampe. Die Ruine des Schlosses steht seit 1926 als Monument historique unter Denkmalschutz.[1]

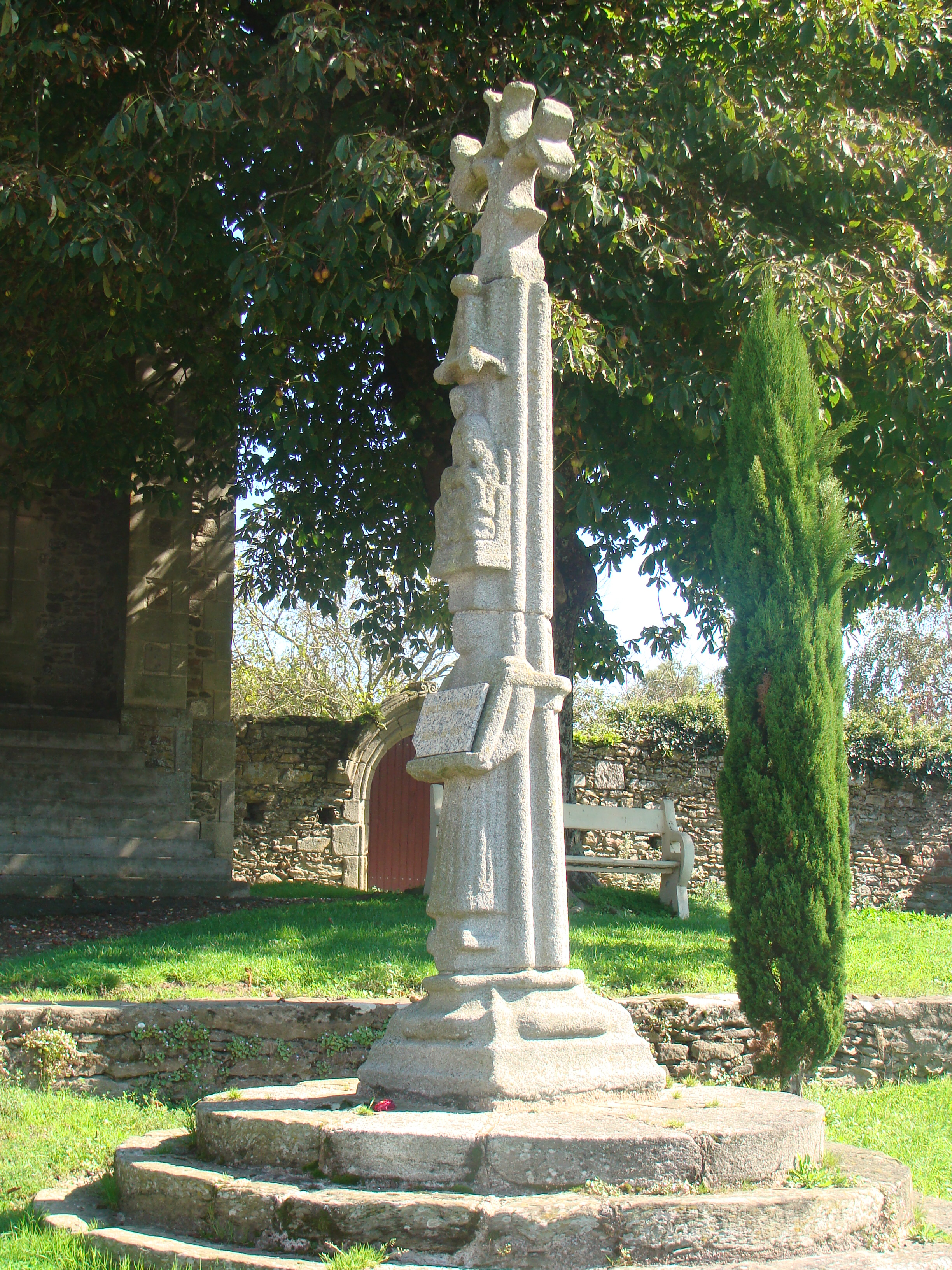
Apremont – Hosianna-Kreuz

- Auf dem Friedhof unweit der im Jahr 1902 anstelle eines Vorgängerbaus aus dem 15. Jahrhundert neuerbauten Kirche Saint-Martin steht ein sogenanntes Hosianna-Kreuz (croix hosannière); es trägt die Jahreszahl 1545 und ist eines der letzten seiner Art. Es unterscheidet sich von anderen Hosianna-Kreuzen durch eine dem Schaft vorangestellte Figur mit einem von beiden Händen getragenen Lesepult; darüber befindet sich ein Phönix, ein uraltes Symbol Christi. Seit dem Jahr 1926 ist es als Monument historique anerkannt.[2]

Umgebung
- Das Château de l’Audardière (46° 43′ 55″ N, 1° 45′ 33″ W), ein Bau aus dem 16. und 17. Jahrhundert, steht seit 1981 in Teilen unter Denkmalschutz und ist als Monument historique anerkannt.[3] Das Schloss befindet sich in Privatbesitz und ist nicht zu besichtigen.
- Auch das Manoir de la Tuderrière, ein schlichter zweigeschossiger Gutshof aus dem 18. Jahrhundert, ist seit 1984 als Monument historique eingetragen.[4] Es befindet sich ebenfalls in Privatbesitz.

## Sonstiges
Das Schloss von Apremont ist in einigen Szenen des Jean-Gabin-Films Der Himmel ist schon ausverkauft (1960) (französisch Les vieux de la vieille) von Gilles Grangier zu sehen.